# Fantasy Zone (videojuego para Game Gear)
Fantasy Zone, conocido originalmente en Japón como Fantasy Zone Gear: Opa Opa Jr. no Bōken (ファンタジーゾーンGear オパオパJr.の冒険?), es un videojuego de matamarcianos para Game Gear y fue publicado por Sega en julio de 1991.
- Datos: Q3066616